# إليزابيث بروكس
إليزابيث بروكس (بالإنجليزية: Elisabeth Brooks)‏ هي مغنية وممثلة أمريكية، ولدت في 2 يوليو 1951 في تورونتو في كندا، وتوفيت في 7 سبتمبر 1997 في بالم سبرينغس في الولايات المتحدة بسبب مرض.

## وصلات خارجية
- إليزابيث بروكس على موقع IMDb (الإنجليزية)
- إليزابيث بروكس على موقع أول موفي (الإنجليزية)
- إليزابيث بروكس على موقع قاعدة بيانات الأفلام السويدية (السويدية)
- إليزابيث بروكس على موقع قاعدة بيانات الفيلم (الإنجليزية)
- إليزابيث بروكس على موقع كينوبويسك (الروسية)